# Seznam kulturních památek v Olomouci
Tento seznam nemovitých kulturních památek ve městě Olomouc v okrese Olomouc vychází z  Ústředního seznamu kulturních památek ČR, který na základě zákona č. 20/1987 Sb., o státní památkové péči, vede Národní památkový ústav jako ústřední organizace státní památkové péče. Údaje jsou průběžně upřesňovány, přesto mohou obsahovat i řadu věcných a formálních chyb a nepřesností či být neaktuální. 
Pokud byly některé části dotčeného území vyčleněny do samostatných seznamů, měly by být odkazy na tyto dílčí seznamy uvedeny v úvodu tohoto seznamu nebo v úvodu příslušné sekce seznamu.
- Seznam kulturních památek v Olomouci - Olomouc-město
  - Seznam kulturních památek v Olomouci - Olomouc-historické jádro, západní část
  - Seznam kulturních památek v Olomouci - Olomouc-historické jádro, východní část
- Seznam kulturních památek v Černovíru (Olomouc)
- Seznam kulturních památek v Nových Sadech (Olomouc)
- Seznam kulturních památek ve Slavoníně
- Seznam kulturních památek na Nové Ulici
- Seznam kulturních památek na Svatém Kopečku

## Bělidla
| Památka             | Fotografie        | Rejstříkové číslo v ÚSKP                                                             | Sídelní útvar                                               | Poloha                                      | Popis a poznámky                                                                                         |
| ------------------- | ----------------- | ------------------------------------------------------------------------------------ | ----------------------------------------------------------- | ------------------------------------------- | --- |
| Zvonice (Q38040622) | \| \| \| \| \| \| | 18545/8-1734 Pam. katalog MIS                                                        | Bělidla                                                     | Libušina 49°35′55″ s. š., 17°17′2,32″ v. d. | zahrnuty: - zvonička, st. 19 - mariánský sloup, pp. 200/1 · Zapsáno do státního seznamu před rokem 1988. |
|                     |                   | Hledat fotografie a kategorie ve Wikimedia Commons podle rejstříkového čísla památky | Nahrát snímek k tomuto tématu do úložiště Wikimedia Commons |                                             | |

## Neředín
|  |  | Hledat fotografie a kategorie ve Wikimedia Commons podle rejstříkového čísla památky | Nahrát snímek k tomuto tématu do úložiště Wikimedia Commons |  |

|  |  | Hledat fotografie a kategorie ve Wikimedia Commons podle rejstříkového čísla památky | Nahrát snímek k tomuto tématu do úložiště Wikimedia Commons |  |

|  |  | Hledat fotografie a kategorie ve Wikimedia Commons podle rejstříkového čísla památky | Nahrát snímek k tomuto tématu do úložiště Wikimedia Commons |  |

|  | Kategorie „Ústřední hřbitov Neředín “ na Wikimedia Commons | Hledat fotografie a kategorie ve Wikimedia Commons podle rejstříkového čísla památky | Nahrát snímek k tomuto tématu do úložiště Wikimedia Commons |  |

|  |  | Hledat fotografie a kategorie ve Wikimedia Commons podle rejstříkového čísla památky | Nahrát snímek k tomuto tématu do úložiště Wikimedia Commons |  |

## Hejčín
|  |  | Hledat fotografie a kategorie ve Wikimedia Commons podle rejstříkového čísla památky | Nahrát snímek k tomuto tématu do úložiště Wikimedia Commons |  |

|  | Kategorie „Church of Saints Cyril and Methodius (Olomouc) “ na Wikimedia Commons | Hledat fotografie a kategorie ve Wikimedia Commons podle rejstříkového čísla památky | Nahrát snímek k tomuto tématu do úložiště Wikimedia Commons |  |

## Chválkovice
|  | Kategorie „Pilgrimage avenue Chválkovice - Svatý Kopeček “ na Wikimedia Commons | Hledat fotografie a kategorie ve Wikimedia Commons podle rejstříkového čísla památky | Nahrát snímek k tomuto tématu do úložiště Wikimedia Commons |  |

|  | Kategorie „Fort II Chválkovice “ na Wikimedia Commons | Hledat fotografie a kategorie ve Wikimedia Commons podle rejstříkového čísla památky | Nahrát snímek k tomuto tématu do úložiště Wikimedia Commons |  |

|  | Kategorie „Parní vodárna Chválkovice “ na Wikimedia Commons | Hledat fotografie a kategorie ve Wikimedia Commons podle rejstříkového čísla památky | Nahrát snímek k tomuto tématu do úložiště Wikimedia Commons |  |

## Hodolany
|  |  | Hledat fotografie a kategorie ve Wikimedia Commons podle rejstříkového čísla památky | Nahrát snímek k tomuto tématu do úložiště Wikimedia Commons |  |

|  |  | Hledat fotografie a kategorie ve Wikimedia Commons podle rejstříkového čísla památky | Nahrát snímek k tomuto tématu do úložiště Wikimedia Commons |  |

|  | Kategorie „Salzerova reduta “ na Wikimedia Commons | Hledat fotografie a kategorie ve Wikimedia Commons podle rejstříkového čísla památky | Nahrát snímek k tomuto tématu do úložiště Wikimedia Commons |  |

## Řepčín
|  | Kategorie „Chapel of Saint Isidore the Laborer (Olomouc) “ na Wikimedia Commons | Hledat fotografie a kategorie ve Wikimedia Commons podle rejstříkového čísla památky | Nahrát snímek k tomuto tématu do úložiště Wikimedia Commons |  |

|  |  | Hledat fotografie a kategorie ve Wikimedia Commons podle rejstříkového čísla památky | Nahrát snímek k tomuto tématu do úložiště Wikimedia Commons |  |

|  |  | Hledat fotografie a kategorie ve Wikimedia Commons podle rejstříkového čísla památky | Nahrát snímek k tomuto tématu do úložiště Wikimedia Commons |  |

|  | Kategorie „Column shrine in Řepčín, Křelovská “ na Wikimedia Commons | Hledat fotografie a kategorie ve Wikimedia Commons podle rejstříkového čísla památky | Nahrát snímek k tomuto tématu do úložiště Wikimedia Commons |  |

|  | Kategorie „Column of Saint John of Nepomuk south of Křelov “ na Wikimedia Commons | Hledat fotografie a kategorie ve Wikimedia Commons podle rejstříkového čísla památky | Nahrát snímek k tomuto tématu do úložiště Wikimedia Commons |  |

## Klášterní Hradisko
| Památka                    | Fotografie                                           | Rejstříkové číslo v ÚSKP                                                             | Sídelní útvar                                               | Poloha                                                              | Popis a poznámky |
| -------------------------- | ---------------------------------------------------- | ------------------------------------------------------------------------------------ | ----------------------------------------------------------- | ------------------------------------------------------------------- | --- |
| Klášter Hradisko (Q363709) | \| \| \| \| \| \|                                    | 30199/8-1746 Pam. katalog MIS                                                        | Klášterní Hradisko                                          | Sušilovo náměstí 1/5, 2/1, 6 49°36′20,23″ s. š., 17°15′54,58″ v. d. | Premonstrátský klášter Hradisko, s omezením: bez budov na parcelách č.: 1/2, 1/4, 1/6, 3/2, 5, 9, 10/1 hosp. budova, 10/2, 87, 90 - bývalý klášter čp. 1, st. 1/1 - areál staré zahrady, st. 1/2, 1/3, 1/4, 1/6, 87, pp. 1/1, 1/4, 2/1, 2/2, 3/2 - ohradní zeď, st. 1/2, 87, pp. 1/1, 1/4, 2/1, 2/2, 3/2 - márnice, st. 1/3 - kostel svatého Štěpána, st. 2 - hospodářský dvůr čp. 2, st. 3/1 - opatská zahrada, st. 3/2 a 5 (bez staveb), pp. 24/1, 24/3, pp. 37/3 - ohradní zeď, st. 3/2, pp. 24/1, 24/3, pp. 37/3 - brána I-II, pp. 37/3 - letní refektář čp. 6, st. 10/1 - Černá cesta, pp. 73, 74 - jasanová alej při Černé cestě, části parcel pp. 19/1, 19/2, 19/4, 22/2, 22/3, 31/3, 31/10, 31/16 (celý), 31/21, 31/22, 31/25, 31/27, 31/28, 31/32 - lípa srdčitá, pp. 25/2 - lipová alej, pp. 36/1, 70/1, 71 - kamenný kříž, pp. 70/1 - most s balustrádou, pp. 39, 40, 71 - příkop s opěrnou zdí, pp. 39, 40 - sousoší sv. Jana Nepomuckého, pp. 39 - poutní cesta, pp. 78/3, 79 - ohradní zeď, pp. 129/6 - st. 9, 10/2, 90, 267/1, 357, 358 (bez staveb), 359, pp. 25/4, 31/15, 36/2, 36/3, 36/4, 38/1, 38/2, 38/3, 41/1, 58/3 (část), 70/2, 70/3, 80/1, 86/2, 86/3, 86/5, 129/5 (část), · Poznámka: národní kulturní památka · Zapsáno do státního seznamu před rokem 1988. |
|                            | Kategorie „Hradisko Monastery “ na Wikimedia Commons | Hledat fotografie a kategorie ve Wikimedia Commons podle rejstříkového čísla památky | Nahrát snímek k tomuto tématu do úložiště Wikimedia Commons |                                                                     | |

## Lazce
|  | Kategorie „Vila Roberta Schneidera “ na Wikimedia Commons | Hledat fotografie a kategorie ve Wikimedia Commons podle rejstříkového čísla památky | Nahrát snímek k tomuto tématu do úložiště Wikimedia Commons |  |

|  | Kategorie „Vila Vladimíra Müllera “ na Wikimedia Commons | Hledat fotografie a kategorie ve Wikimedia Commons podle rejstříkového čísla památky | Nahrát snímek k tomuto tématu do úložiště Wikimedia Commons |  |

|  |  | Hledat fotografie a kategorie ve Wikimedia Commons podle rejstříkového čísla památky | Nahrát snímek k tomuto tématu do úložiště Wikimedia Commons |  |

## Pavlovičky
| Památka                       | Fotografie        | Rejstříkové číslo v ÚSKP                                                             | Sídelní útvar                                               | Poloha                                                                         | Popis a poznámky                                                 |
| ----------------------------- | ----------------- | ------------------------------------------------------------------------------------ | ----------------------------------------------------------- | ------------------------------------------------------------------------------ | ---------------------------------------------------------------- |
| Socha Panny Marie (Q38040601) | \| \| \| \| \| \| | 27084/8-1757 Pam. katalog MIS                                                        | Pavlovičky                                                  | Pavlovická, před domem čp. 44, pp. 97/1 49°36′14,44″ s. š., 17°16′46,74″ v. d. | Socha Panny Marie · Zapsáno do státního seznamu před rokem 1988. |
|                               |                   | Hledat fotografie a kategorie ve Wikimedia Commons podle rejstříkového čísla památky | Nahrát snímek k tomuto tématu do úložiště Wikimedia Commons |                                                                                |                                                                  |

## Holice
| Památka                           | Fotografie        | Rejstříkové číslo v ÚSKP                                                             | Sídelní útvar                                               | Poloha                                                    | Popis a poznámky |
| --------------------------------- | ----------------- | ------------------------------------------------------------------------------------ | ----------------------------------------------------------- | --------------------------------------------------------- | --- |
| Pevnost VIII - Holice (Q38040606) | \| \| \| \| \| \| | 23725/8-1721 Pam. katalog MIS                                                        | Holice                                                      | při Lučním rybníku 49°33′36,16″ s. š., 17°16′37,63″ v. d. | Pevnost VIII. - Holice, část stojící a archeologické stopy - fragment obvodového zemního valu původního fortu, parc. 1794/1 - parc. 1791/1, 1792/2, 1793/6 · Zapsáno do státního seznamu před rokem 1988. |
|                                   |                   | Hledat fotografie a kategorie ve Wikimedia Commons podle rejstříkového čísla památky | Nahrát snímek k tomuto tématu do úložiště Wikimedia Commons |                                                           | |

## Droždín
| Památka              | Fotografie        | Rejstříkové číslo v ÚSKP                                                             | Sídelní útvar                                               | Poloha                                                                      | Popis a poznámky                                        |
| -------------------- | ----------------- | ------------------------------------------------------------------------------------ | ----------------------------------------------------------- | --------------------------------------------------------------------------- | ------------------------------------------------------- |
| Kaplička (Q37181916) | \| \| \| \| \| \| | 14420/8-1798 Pam. katalog MIS                                                        | Droždín                                                     | při cestě na Sv. Kopeček, parc. 1464 49°37′26,22″ s. š., 17°20′12,81″ v. d. | Kaplička · Zapsáno do státního seznamu před rokem 1988. |
|                      |                   | Hledat fotografie a kategorie ve Wikimedia Commons podle rejstříkového čísla památky | Nahrát snímek k tomuto tématu do úložiště Wikimedia Commons |                                                                             |                                                         |

## Lošov
| Památka                       | Fotografie                                     | Rejstříkové číslo v ÚSKP                                                             | Sídelní útvar                                               | Poloha                                              | Popis a poznámky                                                                                              |
| ----------------------------- | ---------------------------------------------- | ------------------------------------------------------------------------------------ | ----------------------------------------------------------- | --------------------------------------------------- | --- |
| Pevnost Radíkov 2 (Q37466368) | \| \| \| \| \| \|                              | 37310/8-1718 Pam. katalog MIS                                                        | Lošov                                                       | les, Kopeček 49°38′35,89″ s. š., 17°22′10,73″ v. d. | Pevnost Radíkov 2 · Poznámka: Rozpis parcel uveden v MonumNetu · Zapsáno do státního seznamu před rokem 1988. |
|                               | Kategorie „Fort Radíkov “ na Wikimedia Commons | Hledat fotografie a kategorie ve Wikimedia Commons podle rejstříkového čísla památky | Nahrát snímek k tomuto tématu do úložiště Wikimedia Commons |                                                     | |

## Nedvězí
|  | Kategorie „Chapel of the Holy Trinity in Nedvězí (Olomouc) “ na Wikimedia Commons | Hledat fotografie a kategorie ve Wikimedia Commons podle rejstříkového čísla památky | Nahrát snímek k tomuto tématu do úložiště Wikimedia Commons |  |

|  | Kategorie „Penitence cross in Olomouc “ na Wikimedia Commons | Hledat fotografie a kategorie ve Wikimedia Commons podle rejstříkového čísla památky | Nahrát snímek k tomuto tématu do úložiště Wikimedia Commons |  |

## Topolany
|  | Kategorie „Chapel of Sacred Heart (Topolany) “ na Wikimedia Commons | Hledat fotografie a kategorie ve Wikimedia Commons podle rejstříkového čísla památky | Nahrát snímek k tomuto tématu do úložiště Wikimedia Commons |  |

|  |  | Hledat fotografie a kategorie ve Wikimedia Commons podle rejstříkového čísla památky | Nahrát snímek k tomuto tématu do úložiště Wikimedia Commons |  |